# Bencao gangmu
La matière médicale classifiée
La Bencao gangmu (chinois : 本草綱目 ; pinyin : běncǎo gāngmù ; litt. « classes et ordres des plantes médicinales »), La matière médicale classifiée est une pharmacopée écrite au XVIe siècle par Li Shizhen (1518-1593), un médecin naturaliste chinois, et publiée la première fois en 1596, après sa mort. C’est probablement la description la plus connue et la plus respectée de la pharmacopée traditionnelle chinoise.

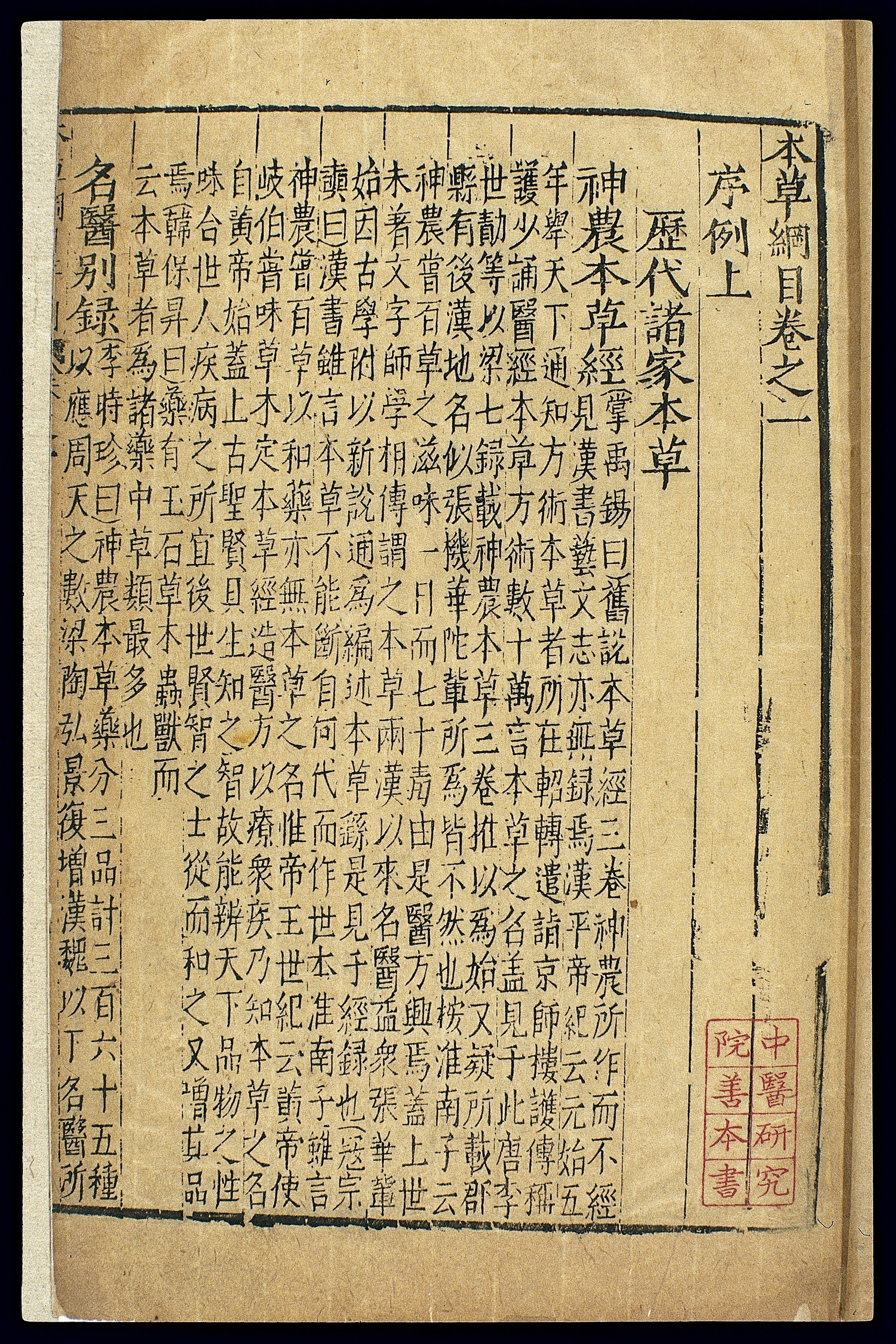
Préface du Ben cao gangmu

Elle se place dans la perspective de la longue et riche histoire des matières médicales (bencao) chinoises, qui a ressemblé au cours des siècles des informations sur l’utilisation médicinale des substances naturelles minérales, végétales et animales. Au cours des seize siècles de son déroulement, on mesure le progrès important des connaissances accompli mais il était inévitable que leur processus de production par accumulation continue et non exclusive sur tant de siècles, conduise à des ouvrages lourds de répétitions et de contradictions. Li Shizhen en réorganisant ce corpus suivant un système de classification clair et explicite, donnera avec la Bencao gangmu une œuvre majeure qui sera considérée comme le point culminant, le climax de ce qui peut être fait avec la méthode traditionnelle de compilation.
Li Shizhen organise toutes les substances médicinales en un système de classification hiérarchique constitué de 16 sections (bu), 60 catégories (lei), et environ 1 895 notices (zhong). Chaque notice sur une substance médicinale est très bien structurée suivant un plan type. Pour organiser les myriades de choses, il avait certainement en tête une scala naturae, allant des airs, eaux aux minéraux, puis des petites aux grandes plantes, aux invertébrés, vertébrés, mammifères et finalement l’homme – du plus modeste au plus haut. Cette classification est l’innovation principale de Li Shizhen mais ne constitue en rien une taxonomie moderne des genres naturels.
L’autre apport important de Li Shizhen, est de compléter les informations médicales par des informations d’histoire naturelle. Il donne quantité de renseignements philologiques, historiques, des descriptions assez précises des plantes et des animaux collectées dans les encyclopédies agricoles et horticoles et même des grands classiques. La Bencao gangmu, est l'ouvrage le plus accompli, après la Zheng lei bencao de Tang Shenwei, publiée après sa mort, en 1108, combinant la pharmacopée et l'histoire naturelle.
Dans chaque notice d’une matière médicinale, après avoir cité plusieurs auteurs anciens, Li Shizhen donne en général ses propres recommandations. Le plus souvent, il rajoute une opinion à d’autres opinions, sans aucune analyse critique. Parfois cependant, il corrige un auteur ancien sur un point de description botanique ou philologique ou essaie de concilier des opinions différentes en les contextualisant. Au besoin, il fait appel à sa propre expérience de praticien médical, donnant l’exemple de patients guéris par sa prescription. Enfin quand, il ne peut s’appuyer sur les anciens textes, il fait appel à des concepts de la pensée médicale naturaliste, comme la théorie des correspondances, pour justifier un traitement.
Dans la Bencao gangmu, Li Shizhen affiche une conviction ferme dans l’unité et la régularité de la nature, et un grand respect de la tradition mais sans soumission inconditionnelle. Cependant il reste prisonnier du contexte culturel du début de la pharmacopée chinoise, très marquée aux premiers siècles par le milieu des alchimistes taoïstes chercheurs d’immortalité, des fangshi, possesseurs de recettes et méthodes plus ou moins magiques. Il semble très bien s’accommoder de la thérapie démonologique du Shennong bencao jing (selon l’expression de Unschuld) et de la pensée magique en général, en procédant à une naturalisation des esprits/démons (gui 鬼). Il les traite de manière semblable aux facteurs pathogènes naturels comme, le vent ou le froid et il explique leurs actions pathogènes par les mouvements du qi, les interactions yin-yang ou la théorie des correspondances systématiques du Huangdi neijing. Pour les médecins, les esprits (gui) font partie du monde naturel, et savoir comment vivre avec eux et s’en protéger (quand c’est nécessaire) relève d’une bonne pratique médicale.
Cette tradition médicale des bencao est toujours vivante de nos jours, non seulement en Chine mais aussi ailleurs dans le monde. Alors qu’en Europe, le travail d’analyse chimique des substances médicinales par les apothicaires a permis à partir du XVIe siècle, d’extraire les principes actifs des drogues et de passer de la digitale à la digitaline puis de manière générale, des herbes médicinales aux médicaments modernes. La constitution de la pharmacognosie moderne a conduit à la relégation de l’herboristerie à la marge de la médecine.

## La riche tradition des pharmacopées chinoises
Quand au XVIe siècle, Li Shizhen entreprend son projet de répertorier toutes les matières médicales connues, il se place d’emblée dans la longue tradition des ouvrages de matières médicales (en chinois bencao 本草) qui perdure depuis un millénaire et demi. Ces corpus de substances naturelles minérales, végétales et animales, sélectionnées empiriquement par les soignants pour traiter les diverses maladies, n’ont pas été conçues dans le cadre des premières théories médicales (utilisant strictement les principes du Huangdi Nei Jing par exemple, qui lui, préfère recourir à l’acupuncture), bien qu’elles soient très marquées par le contexte culturel de leur époque.
L’acupuncture et la théorie médicale du Huangdi Nei Jing sont restées une facette isolée de la culture médicale et en tout cas séparée de la tradition des bencao, jusqu’aux XIe – XIIe siècles. C’est la thérapie des apothicaires qui a constitué le pilier central de la pratique médicale chinoise jusqu’à nos jours (Unschuld, 2021).

### Shennong bencao jing, la matière médicaleprinceps
Les rédacteurs de la première matière médicale, le Shennong bencao jing 神农本草经 (abréviation Benjing 本经 « Le Classique de la matière médicale du Laboureur céleste », réalisé à un moment entre le premier siècle avant l’ère commune et le premier siècle après, ont manifestement été influencés par les fangshi (spécialistes des techniques pour atteindre l’immortalité), mouvance qui plus tard deviendra celle des alchimistes taoïsants. Les traces culturelles de ce milieu se retrouvent dans le vocabulaire des fonctions des drogues, comme les expressions 不老 bulao « empêche de vieillir », 神仙不死 shenxian busi « permet de devenir immortel », 延年 yannian « prolonge la vie », 轻身 qingshen « allège le corps » (comme celui d'un immortel capable de voler), autant de formules évoquant les pratiques alchimiques d'adeptes qui cherchaient à prolonger la vie et à atteindre l'immortalité. D’après une statistique de Unschuld sur le Benjing, 30 % des drogues « allège le corps » 轻身 qingshen, essentiellement des drogues de catégorie supérieure (70 % d’entre-elles). Deux autres courants de pensées (paradigmes) de cette époque ont aussi eu leur influence. La communauté taoïstes des Cinq boisseaux de riz (Wudoumi dao 五斗米道) avait aussi développé une doctrine selon laquelle les maladies étaient causées par des démons (gui 鬼) alors que la conception naturaliste du milieu médical voyait leur origine dans un souffle pathogène (xieqi 邪气) pouvant provenir d'une cause naturelle (excès de vent, de froid, de chaleur, d'humidité 风寒署湿). Environ 15 % des notices sur les drogues mentionnent la nécessité de « tuer » ou « chasser » les démons, selon Unschuld.
Toutes ces influences culturelles se manifestent dans le vocabulaire de toutes les notices sur les drogues.
Les drogues du Benjing sont classées en trois catégories : les remèdes de catégorie supérieure qui ne sont pas destinés à soigner mais à rester en bonne santé, voire à allonger la vie pour atteindre l’immortalité. Les drogues de catégorie inférieure ont au contraire une puissante action thérapeutique sur l’organisme, ce sont des poisons à utiliser à doses contrôlées. Celles de catégorie intermédiaire possèdent les deux fonctions.
La Shennong bencao deviendra l'étude princeps de laquelle procéderont tous les autres bencao.
Une très riche tradition de bencao s’établit au cours des siècles suivants, qui voulait que les nouvelles œuvres reprennent tels quels les anciens contenus. Les nouvelles formules thérapeutiques et les nouveaux commentaires étaient ajoutées aux anciens sans chercher à éviter les incohérences (Unschuld, 1986). Les compilations procédaient par accumulation non exclusive d'informations, suivant l’expression de Frédéric Obringer.

### Trois étapes importantes du développement des bencao
Nous allons passer rapidement en revue les trois grandes étapes de la longue et riche histoire des bencao qui précèdent l’époque de Li Shizhen. Elle produisit un nombre substantiel d’ouvrages de materia medica, sans équivalent en Europe durant la même époque. Dans le premier chapitre de son ouvrage, Li Shizhen donne la liste des 40 principaux bencao qu’il a utilisé (lidai zhujia bencao 歷代諸家本草, les bencao des auteurs historiques).

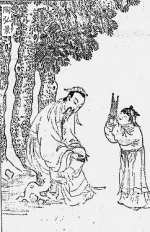
Tao Hongjin

1) La première compilation importante du Shennong bencao jing fut celle du grand maitre taoïste Tao Hongjing 陶弘景 456-536. Dans son Shennong bencao jizhu 神农本草集註 « Commentaires collectés de la matière médicale du Laboureur céleste », il reprit les 365 notices du Shennong bencao de son époque et y rajouta 365 nouvelles drogues. Les 365 notices d’origine sont à l’encre rouge, les autres à l’encre noire. Il dédia son travail aux praticiens de l’alchimie et de la médecine.
Il révisa la structure tripartite du Benjing et organisa les remèdes suivant la nature des substances : les jades et pierres (yushi), les herbes (cao), les arbres (mu), les fruits (guo), les légumes (cai), les grains (mishi), et les créatures (chongshou).
2) En 659, sous la dynastie Tang, la Xinxiu bencao 新修本草 « La nouvelle matière médicale des Tang » marque la seconde expansion importante du Shennong bencao. Pour compléter l’œuvre de Tao Hongjing, une commission de compilateurs officiels nommée par la cour impériale de la dynastie Tang donnèrent l’ordre d’envoyer à la capitale Chang'an des spécimens et des comptes-rendus de drogues. Ils présentèrent 850 drogues dont 735 d’entre-elles provenaient de Tao Hongjing. Les monographies de ces dernières reprenaient entièrement l’original. L’innovation principale par rapport à Tao Hongjing consiste en l’introduction d’illustrations (yaotu) accompagnées de leurs commentaires. Pour Needham « ce fut la première pharmacopée nationale, résultant d’un décret royal, de toutes les civilisations. Il faudra encore presque un millénaire avant qu’une œuvre de la nature d’une pharmacopée ne soit publiée sous l’autorité d’un gouvernement en Europe; ce fut la Pharmacorum ...dispensatorium de Valentinus Cordus, produit par la municipalité de Nuremberg en 1546 ». Mais la pharmacopée de Nuremberg demandait une stricte adhésion aux règles d’usage des drogues, remarque Paul Unschuld.
3) La troisième étape dans le développement de la pharmacopée chinoise se place sous les dynasties Song-Jin-Yuan 宋金元 (960-1368). Les empereurs de la dynastie des Song du Nord soutinrent la publication de trois bencao: Kai bao bencao 开宝本草 (973-75), Jia you bencao 嘉祐本草 (1057-60), et le « Classique de la matière médicale illustrée » Bencao tu jing 本草图经 (1061). Sous les Song du Sud, un médecin nommé Chen Cheng 陈承 (1086-1110), rassembla la Jia you bencao et la Bencao tu jing, additionnés de notes dans la Bencao bie shuo 本草别说 (1092). Par ailleurs, un autre médecin, Tang Shenwei 唐慎微, étendit lui aussi la Jia you bencao et la Bencao tujing, par de nombreuses informations collectées auprès de ses patients lettrés qui lui fournissaient des formules secrètes ou rares de drogues et des anecdotes provenant des classiques confucéens, des écrits bouddhistes et taoïstes. Le manuscrit est intitulé « Matières médicales collectées dans les classiques, histoires d’usages d’urgence, arrangés par symptômes » Jīng shǐ zhèng lèi bèi jí běncǎo 经史证类备急本草 soit en abrégé Zheng lei bencao 证类本草. L’ouvrage est riche d’informations nouvelles puisqu’il comporte en plus des notices entières remontant aux plus anciennes bencao, 662 monographies de drogues nouvelles, complétées de 2 900 instructions pour l’application des drogues. Le manuscrit terminé après 1097, resta quelques années sans être publié. Au début du XIIe siècle, une édition patronnée par la cour impériale sortit sous le nom de Da guan bencao 大观本草 (1108); Daguan est un nom de règne. Elle rassemble 1746 drogues.
Cet ouvrage était considéré du temps de Li Shizhen comme le meilleur de la tradition des bencao et ce fut sans surprise un modèle qu’il s’efforça de suivre dans son travail.

### Bilan
Les bencao des dynasties Tang et Song sont depuis longtemps considérés comme des réalisations marquantes de la pharmacopée chinoise. La richesse de ces matières médicales en fait de très belles réalisations.
Toutefois, il était inévitable que leur processus de production par accumulation continue sur plusieurs siècles d’informations hétérogènes - agglomérés presque sans exclusion et sans analyse critique - conduise à des ouvrages lourds de répétitions et de contradictions. Ils offraient aux lecteurs quantités d’opinions de différents auteurs, d’époques très différentes marquées par des contextes culturels dissemblables, dans lesquelles ils n’avaient plus qu’à choisir celles qui leur convenaient le mieux. C’est ainsi que les fonctions des drogues relevant de la recherche de l’immortalité des taoïstes (qingshen yiqi, bulao yannian 轻身益气, 不老延年 alléger le corps, nourrir le qi, ne pas vieillir et prolonger la vie) ou les causes des maladies rapportées aux démons (gui 鬼) ou au souffle pathogène (xieqi 邪气) ont continué à être transmises telles quelles et à accompagner des indications purement empiriques.
Au XIIIe siècle, l’expansion sans fin du « Classique des origines » Benjing a fini par étouffer sous l’abondance de ses données hétéroclites. Li Shizhen présente alors une méthode capable de sauver la tradition des bencao de l’étouffement.

## Le texte du Bencao gangmu

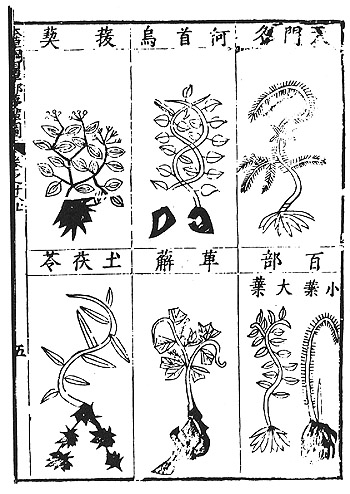
Bencao gangmu : Asparagus cochinchinensis (tianmendong 天門冬), Fallopia multiflora (heshouwu 何首乌)...

Dans l’histoire des pharmacopées chinoises, la Bencao gangmu atteint comme un point culminant, un climax de ce qui peut être fait avec la méthode traditionnelle de compilation basée sur l’accumulation non exclusive d’informations, sans analyse critique. Il deviendra la description la plus connue et la plus respectée de la pharmacopée traditionnelle chinoise.
Quand il entreprend son travail, Li Shizhen était bien conscient que la prestigieuse tradition des pharmacopées chinoises était devenue après un millénaire et demi d’évolution, une mosaïque d’opinions désordonnées dans laquelle il était difficile de se retrouver. Au prix d’un effort soutenu de toute une vie, il proposa de reprendre le savoir ancien, en l’organisant méthodiquement en catégories bien distinctes et en le plaçant dans la longue tradition lettrée du gewu 格物, en y ajoutant à l’occasion le savoir tiré de sa pratique médicale.
La Bencao gangmu a été publiée localement, et bien que son contenu soit admiré, la diffusion imprimée restait limitée au début. Son adoption s'est concentrée dans les régions où des copies étaient disponibles. Elle a gagné en statut officiel lorsque des extraits ou des interprétations ont été inclus dans des textes médicaux utilisés dans les examens impériaux pour les médecins. Sous les Qing (1644-1911), la Bencao gangmu est devenue une référence incontournable.

### Nom correct et synonymes
C’est pourquoi dès le chapitre préliminaire fanli 凡例 de la Bencao gangmu, Li Shizhen commence par s’attaquer au problème de la nomenclature.
« Les drogues possèdent de nombreux noms, différents maintenant et autrefois. Mais j’indique le nom correct (zhengming 正名) dans l’entrée principale (gang 纲), tous les autres noms sont placés sous la rubrique « explications des dénominations » (shiming 释名). Le nom correct est donné au début, puis je commente les dénominations, les subordonnant à différentes bencao, selon leur origine » (trad. de G. Métailié)
Face à la profusion des appellations ayant cours dans l’immense Chine, il était essentiel d’avoir une attitude normative, de pouvoir se reporter à un seul « nom correct » (zhengming) pour que les médecins puissent identifier sans se tromper, la matière médicale qu’ils utilisaient. Dans la rubrique shiming, Li Shizhen donne l’étymologie des noms, précise quels auteurs ont décrit la drogue, leur région d’origine et leur apparence. Il propose souvent de précieuses analyses philologiques. Ces distinctions peuvent aussi être vues comme des précurseurs des règles de nomenclature botanique et zoologique actuelles, définissant un nom correcte et les synonymes, la désignation des premiers descripteurs, etc.
Mais Li Shizhen ne se limite pas à ces considérations pratiques, il développe aussi la visée plus ambitieuse d’organiser clairement le système de classement :
« Les 319 genres (zhong 種 / 种) que les ouvrages des Tang et des Song n’ont pas, mais que beaucoup de docteurs des Jin et des Yuan et de notre présente dynastie des Ming ont utilisé, ont été incorporés en plus. Moi, Li Shizhen, ai rajouté 374 genres supplémentaires. Bien qu’ils soient considérés comme des drogues par les médecins, en effectuant des recherches et en expliquant leur nature et principe (xingli 性理), j’ai procédé à ce que nous lettrés confucéens appelons « investigation des choses » (gewu zhi xue 格物之學). Ceci peut combler le hiatus dans les commentaires du Erya 爾雅 (Approcher ce qui est correct) et du Shijing 詩經 (Classique des vers) » (trad. de Métailié)
L’« investigation des choses » peut être définie comme une méthode d’observation du monde naturel dans une perspective morale, développée par Confucius dans la Grande Étude (Daxue 大学) et promue par les Néoconfucéens.

### La nouvelle classification

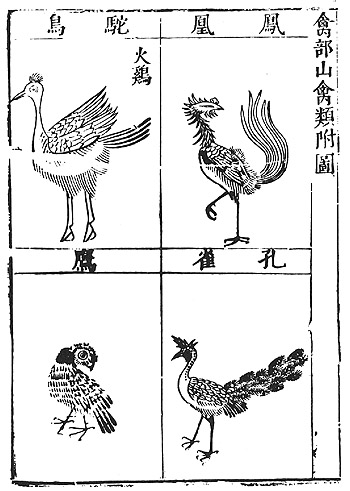
Phoenix 凤凰, Paon 孔雀, Autruche 驼鸟, Aigle 鹰
(lecture de haut en bas, de droite à gauche)

L’ écriture chinoise ne permettant pas de faire de classification alphabétique, les auteurs d’encyclopédie sont obligés de recourir à une classification par matière. La division des matières médicales selon leur provenance du monde minéral, végétal et animal (avec une taxonomie populaire (en)) fournit au premier niveau des classes bien trop grandes pour que le lecteur puisse les parcourir en entier pour trouver une notice sur une substance cherchée. Et nous allons voir que la multiplication de critères de distinction non établis sur des sciences de la nature conduit à la construction de classes aux contours flous.
Li Shizhen reprendra systématiquement toutes les œuvres anciennes en s’affranchissant des anciennes classifications. Il peut même être très critique vis à vis de ses prédécesseurs comme dans le chapitre préliminaire fanli :
« Dans les écrits anciens, les gemmes, minéraux, eaux, et terres étaient tous dans une confusion extrême. Les insectes n’étaient pas distingués des poissons, ni les poissons des coquillages. En effet, des insectes étaient placés dans la section des arbres et quelques arbres étaient placés dans celle des herbes. Mais maintenant chaque groupe a sa propre section. » (Bencao, Fanli).
Dans une note ironique, Needham et Lu font remarquer que Li Shizhen aussi groupait les « dragons » avec les reptiles (chap. 43) et oiseaux de type « phœnix » avec les oiseaux (chap. 49).
Li Shizhen propose de hiérarchiser les catégories suivant l’ordre suivant :
bu 部 « section » → lei 类 « classe » → zhong 种 « genre » → gang 纲 → mu 目
(→ se lit « divisé en »)
Par exemple, la « section bois » mubu 木部 est divisée en 6 classes (lei)

1. xiangmulei 香木类 « classe des arbres aromatiques », divisée en 35 genres (zhong)
 1.1 bai 柏 cyprès     1.2 song 松 pin ... 1.35 fanhunxiang 返魂香
2. qiaomulei 喬木類 « classe des grands arbres », divisée en 52 genres
...

6. zamulei 雜木類 « classe de divers arbres », divisée en 7 genres.
Par contre, Li Shizhen ne divise pas la section sur le feu (huobu 火部) en classes (lei) puis en genres (zhong). La section huobu est divisée directement en 11 genres (zhong) puis en gang 纲 et mu 目. Le premier genre, nommé yanghuo yinhuo 阳火阴火, est divisé en 3 gang: le feu du ciel tianhuo 天火, le feu de la terre dihuo 地火, et le feu de l’homme renhuo 人火, eux-mêmes divisés en mu (4 mu pour tianhuo, 5 pour dihuo et 3 pour renhuo).
De même, la « section des créatures à écailles » (linbu 鱗部) comporte le « genre dragon » longzhong 龍種 traité comme un gang 纲, dont les dents, cornes, os, cerveau, placenta et salive sont des mu 目.
Dans Bencao gangmu, la classification détaillée de toutes substances naturelles utilisées en thérapie est organisée en 16 sections (bu), 60 catégories (lei), et environ 1 895 notices (zhong).
| Les seize sections de la Bencao gangmu |       |                  |                         |       |                |
| Matière                                | juan  | chinois          | Matière                 | juan  | chinois        |
| 1. Eau                                 | 5     | shui bu 水部     | 10.Vêtement, ustensile  | 38    | fuqi bu 服器部 |
| 2. Feu                                 | 6     | huo bu 火部      | 11. Insecte             | 39-42 | chong bu 蟲部  |
| 3. Terre                               | 7     | tu bu 土部       | 12. Créature écailleuse | 43-44 | lin bu 鱗部    |
| 4. Métal et minéral                    | 8-11  | jinshi bu 金石部 | 13. Coquille            | 45-46 | jie bu 介部    |
| 5. Herbes                              | 12-21 | cao bu 草部      | 14. Oiseau              | 47-49 | qin bu 禽部    |
| 6. Grain                               | 22-25 | gu bu 穀部       | 15. Quadrupède          | 50-51 | shou bu 獸部   |
| 7. Légume                              | 26-28 | cai bu 菜部      | 16. Homme               | 52    | ren bu 人部    |
| 8. Fruit                               | 29-33 | guo bu 果部      |                         |       |                |
| 9. Arbre                               | 34-37 | mu bu 木部       |                         |       |                |

Les trois premières sections, eau, feu, terre et la quatrième métal et minéral, renvoient clairement à la théorie des Cinq phases wuxing 五行 (feu, terre, métal, eau et bois) de la cosmologie chinoise. La cinquième phase le bois (mu 木) est absente, car si elle avait présente, elle aurait dû renvoyer au monde végétal et non pas aux seuls arbres de la section mu bu 木部.
Pour le domaine végétal, Li Shizhen garde la division traditionnelle en 5 sections : herbes (cao 草), grains (gu 穀), légumes (cai 菜), fruits (guo 果) et arbres (mu 木), qui avait déjà été utilisée par Tao Hongjing. Les sections grains, légumes, fruits, regroupent les plantes alimentaires et médicinales selon l’apparence de la matière médicale. Ainsi, la section fruits guo  comportent des arbres fruitiers (pruniers, abricotiers, etc.), des plantes grimpantes (vignes, poivriers), des plantes herbacées (melons, pastèques) mais aussi de manière plus surprenante des graminées (canne à sucre ganzhe 甘蔗, shimi 石蜜 dont le jus cristallisé extrait des tiges donne la matière médicale des pains de sucre), des lotus sacré Nelumbo nucifera (lian’ou 莲藕) dont le rhizome consommé est classé la section « fruits » guobu, la classe des « fruits aquatiques » shuiguo 水果 . La notion de « fruit » médicinal (et alimentaire) semble être basée sur l’apparence du produit final utilisé dans la pharmacopée. Le rhizome de curcuma yujin 郁金 (Curcuma aromatica), ou la racine du ginseng (renshen 人参 , Panax ginseng) sont par contre classées dans la section des herbes (caobu 草部) bien que comestibles et médicinales.
La première section, la « section des herbes » (caobu 草部) est divisée en 10 classes (lei) : les herbes de montagnes (shancao lei 山草类), les herbes aromatiques (fangcao lei 芳草类), les herbes de marais (xicao lei 隰草类), les herbes toxiques (ducao lei 毒草类), les herbes rampantes (mancao lei 蔓草类), les herbes aquatiques (shuicao lei 水草类), les herbes des pierres (shicao lei 石草类), les mousses et apparentées (tai lei 苔类).
Needham et Lu Gwei-djen ont remarqué que Li Shizhen procédait très systématiquement du plus petit au plus grand quand il traitait des plantes et des animaux. Pour l’ensemble des choses, il avait certainement très consciemment une scala naturae en tête, allant des airs, eaux, minéraux, puis des petites aux grandes plantes, aux invertébrés, vertébrés, mammifères et finalement l’homme – du plus modeste au plus haut - dit-il.
Cette classification des myriades de choses utilisées comme matières médicales n’a rien de systématique et ne permet pas de construire des classes disjointes. Pour pouvoirs appliquer des critères hétérogènes (sur l’habitat, la morphologie, la toxicité) ou parfois assez subjectifs (le gout, l'odeur, la consistance...), il faudrait les appliquer successivement par exemple construire des classes disjointes d’habitats, puis diviser chacune de ces classes suivant la morphologie (rampantes), etc. Mais Li Shizhen  en créant au seul niveau des classes bu, 16 groupes aux frontières floues (et parfois non disjointes) ne peut balayer systématiquement toutes les possibilités.
Le classement de Li Shizhen ne peut être considéré comme une prémisse des taxonomies modernes basées uniquement sur des critères botaniques (Métailié).
Georges Métailié considère cependant que son innovation principale est la nouvelle classification de la totalité de la matière médicale chinoise. Tout lecteur imprégné de culture chinoise s’y retrouve d’ailleurs assez facilement.

## Structure des entrées de genrezhong
Toutes les notices traitant de matière médicale correspondant à un genre (zhong 种) ont la même structure que Li Shizhen présente dans le chapitre préliminaire fanli 凡例. Il choisit une structure des entrées inspirée de celle du Yuzhi Bencao pinhui jingyao 本草品汇精要, ouvrage compilé de 1503 à 1505, par une équipe dirigée par Liu Wentai qui avait divisé ses notices en 24 rubriques différentes (nom, origine, lieu de production etc.). Li Shizhen en retient les dix suivantes:
1. shiming 释明 (釋名) explication des dénominations; synonymes, philologie, étymologie
2. jijie 集解 explications groupées; lieu d’origine, de production, forme, apparence collections
3. bianyi 辩yi discussions de points douteux
4. zhengwu 正误 correction des erreurs
5. xiuzhi 修治 préparation pharmaceutique; grillage, cautérisation
6. qiwei 气味 (氣味) qualité (qi) et flaveur; nature toxique youdu / non toxique wudu
7. zhuzhi 主治 indications thérapeutiques principales
8. faming 发明 explications, éclairages; commentaires sur le sens
9. fufang 附方 recettes annexes
10. fulu 附录 appendices; recettes supplémentaires

Toutes ces rubriques ne sont pas toujours présentes en même temps dans une entrée mais les rubriques shiming, jijie, qiwei et zhuzhi sont les plus fréquentes. Les deux premières relèvent de l’étude académique gewu. Les autres informations relèvent de la médecine.
L’innovation apportée par la compilation de Li Shizhen est l’importance accordée aux informations gewu.
Li Shizhen indique dans le chapitre fanli que les bencao antérieures ont récapitulé 2937 recettes, alors que lui en a introduit 8161 nouvelles, soit en tout 11096.
Le patchwork de citations est d’une richesse sans précédent mais l’accumulation de citations n’apporte pas d’innovations.

## Les sources textuelles de la Bencao gangmu
Le premier chapitre commence par une liste commentée des 40 ouvrages de bencao utilisées, représentant les œuvres d’importance auxquelles Li Shizhen avait accès. La liste commence par le Shennong bencao jing 神農本草經 et se termine par son ouvrage la Bencao gangmu 本草綱目 dont il dit que sa préparation lui a couté 26 ans de sa vie de 1552 à 1578.
Une seconde liste donne les titres des ouvrages écrits par des médecins contemporains ou anciens. Une troisième liste donne les ouvrages non-médicaux: ouvrages canoniques, historiques, techniques, philosophiques, notes de voyage, notes de lettrés, dictionnaires, encyclopédies et poèmes.
Cette bibliographie comprend 932 titres. Parmi eux, selon Li Shizhen 36 % sont de nature médicale ou pharmacologique et 76 % sont citées pour la première fois dans une bencao.
Ces listes bibliographiques sont précieuses pour interpréter les abréviations que Li Shizhen utilise dans ses notices de matières médicales. En général, il donne seulement le prénom ou le nom de l’auteur. Par exemple, la notice sur le tigre hu 虎 comporte l’annonce de citations 颂曰 Song yue, « Song dit » ; en cherchant 颂 dans la liste bibliographique, on trouve :
苏颂《图经本草》七十四种, Su Song《Tu jing bencao》74 zhong, etc., ce qui signifie : Su Song « Bencao illustrée » 74 genres, etc. Sur Wikipedia, on peut lire que Su Song 蘇頌/苏颂 (1020-1101) fut un scientifique polymathe chinois lors de la période de la dynastie Song (960-1279), etc.

## Une notice type

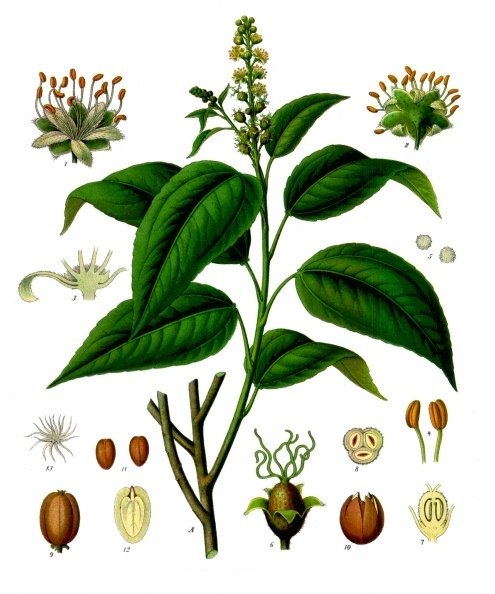
Croton tiglium

Pour illustrer le travail de Li Shizhen, le mieux est de donner un exemple de notice. Nous donnerons une présentation abrégée de la notice sur le badou 巴豆 (Bencao gangmu, 1re section mu 木), une plante de la famille des Euphorbiacées, le croton cathartique (Croton tiglium) dont les graines toxiques sont utilisées comme purgative.

### La notice "badou" 巴豆
La notice a été traduite du chinois en anglais par Paul Unschuld.
Nous marquons entre crochets soit la forme complète d’un terme abrégé soit un mot élidé soit un synonyme scientifique moderne. Entre parenthèses est indiqué le pinyin.
Cette notice est très riche d’informations sur la manière de travailler de Li Shizhen ; à défaut d’un travail plus approfondi sur l’épistémologie de la tradition des bencao, nous fournissons dans la section suivante quelques commentaires sur la méthodologie du célèbre médecin naturaliste.
| [D’après le] Benjing [Shennong bencao jing] : catégorie inférieure (xia pin) 下品 |
| Explications des dénominations (shiming 釋名) |
| Bāshū 巴菽 dans le Benjing, gangzi 剛子 dans le Paozhi lun. ▪ [Li] Shizhen dit : cette drogue provient du [district] de bāshǔ 巴蜀, et ressemble au haricot shū 菽豆, c’est la raison de son nom. Sa désignation par bajiao 巴椒 dans le Song bencao est basée sur une écriture fautive de shu 菽. ▪ Lei [Xu] 雷[𢽾] dans Paozhi lun distingue [les spécimens de ce haricot qui sont] durs, petits et jaunes [qu'il nomme] ba 巴 et les triangulaires et noirs [qu'il nomme] dou 豆. Ceux qui sont petits et pointus aux deux extrémités sont [nommés] gangzi. Il écrit: « les ba et les dou peuvent être utilisés, les gangzi ne le sont pas. Ils sont fatals à l’homme ». Cette affirmation est complètement fausse. Les spécimens durs et petits sont les femelles, ceux qui sont pointus aux deux bouts sont les mâles. Les mâles sont très efficaces, les femelles ont une influence plus douce. Quand la drogue est appliquée selon des critères appropriés, son effet est toujours positif. Mais si l’administration [d’une drogue] n’est pas effectuée selon les critères nécessaires, même [une drogue sans danger comme] shen et shu, peut avoir une influence néfaste. C’est d’autant plus vrai pour le badou. |
| Explications groupées (jijie 集解) |
| ▪ [Dans le] Bielu il est dit : « Le badou pousse dans le district de Ba, dans les vallées fluviales. Il est récolté le huitième mois ; il est séché à l’ombre. L’enveloppe de la graine est enlevée ». ▪ [Su] Song dit: « Aujourd’hui cette drogue est trouvée à Jiazhou, Meizhou, Rongzhou. [Elle provient] d’un arbre qui fait un à deux zhang de haut. Les feuilles sont un peu plus épaisses et grandes que celles du yingtao 櫻桃 [cerisier]. Jeunes, elles sont vertes, plus tard, elles passent à une couleur allant du jaune au rouge. Le douzième mois au plus tard, elles se flétrissent. Au deuxième mois, de nouvelles feuilles poussent à nouveau progressivement. [...non traduit]. Au cinquième et sixième mois, des fruits avec des loges se développent. Ils sont verdâtres durant leur croissance. Le huitième mois, quand ils sont mûrs, ils passent au jaune et ressemblent à des baidoukou 白豆蔻 [Elettaria cardamomum, cardamone]. Ils tombent peu à peu à terre et sont récoltés. Chaque [fruit a] une chambre avec trois loges, une loge a une graine, [soit] en tout trois graines. Les graines sont entourées d’une pellicule, qui est enlevée avant son usage [médical]. Les pellicules [des graines] de Rongzhou sont parcourues par des lignes semblables à des fils. Il peut y en avoir une, deux ou trois. Les gens de ce pays appellent [ces fruits] « badou aux fils d’or ». Elles sont considérés comme les meilleures. Il y en a ailleurs ». ▪ [Li] Shizhen dit: « Les chambres du badou sont semblables aux coques des dafengzi 大風子 [cf.Chaulmoogra], seulement un peu plus fines et plus fragiles. Les graines et leurs amandes ressemblent aux graines du haisong 海松 [Pinus koraiensis pin blanc de Corée ?]. Il a été dit qu’elles ressemblent aux baidoukou mais elles en diffèrent. » |
| Préparation (xiuzhi 修治) |
| ▪ [Tao] Hongjing dit: « Le badou est fortement laxatif pour l’homme. Préférer [la drogue] fraiche. Pour l’usage [médical] la pellicule et le cœur [de la graine] doivent être enlevés. Puis [la drogue] est bouillie jusqu’à ce qu’elle devienne jaune-noire ; elle est écrasée en une pâte et transformée en pilules ou poudre ». ▪ Lei [Xu] dit : « Pour l’usage médical, les ba et les dou sont d’abord écrasés, puis chauffés avec de l’huile de graines de chanvre et du vin [de céréales], séchés jusqu’à former une pâte. Pour chaque liang de drogue, on utilise sept ko d’huile et autant de vin ». ▪ Daming 大明 dit : [...non traduit]. ▪ [Li] Shizhen dit : « Avec [les graines] badou, il y a un usage [médical] de l’amande, de la pellicule, et de l’huile. [Elles peuvent être] utilisée crues, ou après un léger grillage, après avoir été bouillies dans du vinaigre, ou après rôtissage mais en préservant leurs qualités. [La drogue brute] peut aussi être écrasée pour former une pâte, enveloppée dans du papier et l’huile extraite, [le résidu appelé] baodoushuang peut être utilisé » |
| Qualités (qiwei 气味) |
| Piquante [xin 辛], chaude [wen 溫], toxique [youdu 有毒]. [Dans] Notes additionnelles [de médecins célèbres] 名医[别录], il est écrit: « Fraiche [la drogue possède une influence] chaude, préparée [une influence] froide. Elle possède une efficacité médicale puissante ». ▪ [Wu] Pu [吴]普 dit : « Shennong, Qi Po, M. Tong [attribuent à badou les qualités] piquante et toxique [ayant une efficacité médicinale]. Selon Huangdi [l’Empereur jaune], elle est douce [gan 甘] et toxique. Selon Li Dangzhi, elle est chaude ». ▪ [Zhang] Yuansu [張]]元素 dit: « La nature [de la drogue] est chaude, son goût est amer, ses influences sont faibles, son goût est fort. La drogue est lourde et descend dans le corps. Elle est yin 陰 ». ▪ [Li] Gao [李]杲 dit: « Nature chaude, goût piquant, très toxique, reste à la surface [du corps], constitue le yang du yang ». ▪ [Li] Shizhen dit: « Le badou a une influence chaude 氣熱, un goût piquant. Quand il est frais, il a un effet intense, quand il est préparé, son effet est plus modéré. Il peut provoquer des vomissements, des purgations par le bas, stopper [des influences] ou les stimuler, c’est une drogue qui peut monter ou descendre [dans le corps]. Quand les Notes additionnelles [de médecins célèbres] 《 [名醫]別錄》 disent que la nature de la drogue préparée est froide ou quand Zhang Yuansu dit qu’elle descend [dans le corps] et quand Li Gao dit qu’elle reste à la surface [du corps], tous [ces auteurs] à l’esprit étroit s’accrochent à seulement une propriété. Parce que si on n’enlève pas la pellicule [de la graine], c’est mauvais pour l’estomac. Si le cœur [de la graine] n’est pas enlevé, ça provoque des vomissements. Après un long trempage dans de l’eau, [la drogue] peut monter et descendre [dans le corps]. L’effet laxatif sur l’homme est retardé si du dahuang 大黃 [rhubarbe] est administré en même temps, parce que [l’effet] des deux drogues décroit quand elles sont prises ensemble. Wang Chong 王充 dans Lunheng dit: "Toute chose qui vient à l’existence contenant l’influence du feu du soleil ont une puissance médicinale distincte." [...non traduit] » |
| Indications thérapeutiques principales (zhuzhi 主治) |
| ▪ Maladies causées par le froid ; les fièvres paludéennes ; des accès de froid et chaud ; des ruptures d’obstructions intestinales de divers types ; le durcissement de l’abdomen, la stagnation de boissons, la congestion de mucus, l’œdème abdominal ; il lave des cinq dépôts et des six palais (wǔzàng liù fǔ) 五臟六腑 ; il ouvre et pénètre les obstructions ; il libère la voie pour l’eau et les grains, fait disparaitre la viande avariée, expulse les poisons provoqués par les démons, [libère de] la possession par le gu 蠱 et autres entités démoniaques ; tue les vers et les poissons. [indications provenant du] Benjing 《本經》[Shennong bencao jing] ▪ Guérit l’absence de règles et [induit la sortie d’un] fœtus en retard. Guérit les blessures et le sang visqueux des femmes, la faiblesse sexuelle de l’homme ; détruit le poison des banmao 斑蝥 et des serpents. On peut prendre [cette drogue] après lui avoir fait subir un processus [alchimique] de raffinement. Elle a un effet bénéfique sur les vaisseaux sanguins, donne un bon teint aux humains, les aide à se transformer, et à s’associer avec les démons et les esprits. [indications provenant] Bielu《別錄》 Notes additionnelles [des médecins célèbres] [...non traduit, autres indications de plusieurs bencao] ▪ Guérit la diarrhée, les chocs et les convulsions, les douleurs au cœur et à l’abdomen, les accumulations d’influences, la bouche sèche causée par le vent, la surdité, les engourdissements de la gorge, le mal aux dents ; pénètre dans tous les passages internes et les ouvertures. [indications provenant de] [Li] Shizhen. |
| Explications (faming 发明) |
| ▪ [Zhang] Yuansu dit : « Le badou ressemble à un général qui brise les lignes et ouvre les voies. Il ne doit pas être administré sans précautions ». ▪ [Zhu] Zhenheng 朱震亨 dit : « Le badou débarrasse des concentrations dans l’estomac. Il ne doit pas être utilisé s’il n’y a pas de concentration de froid ». ▪ [Zhang] Yuansu dit : « Le badou a longtemps été utilisé comme une drogue avec [une influence] chaude 熱藥治, afin de traiter la maladie provoquée par [la consommation] de vin et aussi [afin de traiter] des influences [faisant pression] sur le diaphragme 膈氣. Parce qu’elle est [de gout] piquant et [d’influence] chaude, cette drogue peut ouvrir les congestions des boyaux et de l’estomac. Ceci toutefois, provoque des pertes de sang, endommageant la vraie [influence] yin ». ▪ [Zhang] Congzheng [張]從正 dit : « [Cette drogue] est utilisée pour les affections provoquées par le froid, le vent et l’humidité, pour les abcès des enfants, et pour les femmes après l’accouchement pour expulser la membrane [du placenta]. Quoique non mortelle, [cette drogue] est néanmoins dangereuse. Pourquoi les gens ordinaires craignent-ils [l’administration de] dahuang 大黃 [rhubarbe] mais pas celle du badou (croton) ? Parce que sa nature est chaude et parce qu’elle est utilisée seulement en petite quantité ! Ils ne savent pas que l’administration de badou comme laxatif, même enveloppé de cire, déstabilise l’équilibre hydrique de l’homme, provoque des chaleurs dans le thorax, assèche la bouche, et endommage [les capacités] naturelles donnée par le ciel. Le poison [qui provoque la maladie] reste dans le corps et n’est pas éliminé ; au contraire, il provoque des maladies secondaires ! Donc, le badou ne doit pas être utilisé comme laxatif ». ▪ [Chen] Cangqi [陳]藏器 dit [...non traduit, précautions d’emploi] La pellicule dure de la graine doit être enlevée mais la membrane blanche ne doit pas être endommagée. Puis la drogue doit être prise avec un liquide, elle provoque une [impression de] chaleur comme du feu dans l’estomac. Toutes les mauvaises choses sont purgées. Toutefois, ça ne se traduit pas par des déplétions. Prise longtemps, l’effet purgatif de la drogue se perd. Les spécimens dont la membrane blanche a été endommagée ne doivent pas être utilisées. [... non traduit, citation de Wang Haogu, pour des effets modérés, faire griller les graines] ▪ [Li] Shizhen dit : « Quand on administre le badou héroïquement, on peut réussir à vaincre la pire des maladies. Même avec un usage prudent, il est merveilleux pour calmer et harmoniser le centre. Il peut ainsi, être comparé aux guerriers braves et féroces Xiao [He], Cao [Cao], Zhou [Bo] et Guan [Ying] qui commis comme ministres, purent apporter une grande paix. Quand Wang Haizang indique que le badou peut pénétrer les intestins et stopper la diarrhée, il révèle un secret des temps anciens. Une femme de plus de 60 ans souffrait de diarrhées depuis plus de cinq ans. La viande, l’huile, les substances crues ou froides la faisaient souffrir. Elle prenait toutes sortes de drogues qui étaient supposées lui remettre la rate d’aplomb, des remèdes pour la relever, ou provoquer de la constipation et des constrictions. Quand ces médicaments atteignaient l’estomac, sa diarrhée empirait. Elle vint finalement me voir et je l’examinais. [Les mouvements] dans les vaisseaux 脈 étaient profonds et doux. Cela signifiait que la rate et l’estomac étaient endommagés depuis longtemps, provoquant une concentration excessive de froid et des obstructions. Wang Taipu a dit que si du grand froid s’est concentré à l’intérieur, et si la diarrhée a duré assez longtemps, on ne peut qu’avoir une guérison [apparente], car [la maladie] reviendra encore et encore. Chez les personnes âgées, il est recommandé que de [telles concentrations] soient drainées avec des drogues chaudes. Ça enlève le froid et termine la diarrhée. Aussi fis-je prendre à la patiente 50 pilules de badou enveloppées de cire. Après deux jours, ses boyaux étaient obstrués et la diarrhée arrêtée. Depuis ce moment, j’ai été capable d’éliminer les diarrhées dans les maladies diarrhéiques, les concentrations et obstructions ; près de cent personnes ont été ainsi guéries. [Cette drogue] est véritablement merveilleuse si on l’utilise au bon moment et si elle est directement opposée à la maladie. Si elle est utilisée dans les cas ne convenant pas, soit en violation de l’avertissement d’une administration prudente, elle conduit à des dommages du yin. » |
| Correction des erreurs (zhengwu 正误) |
| ▪ [Tao] Hongjing dit: « Les taoïstes connaissent un procédé alchimique pour préparer [cette drogue]. On dit qu’on peut devenir immortel 神仙 après l’avoir prise. Si quelqu’un en prend une dose, il meurt immédiatement ; un rat qui en a mangé pendant trois ans, a atteint le poids de 30 jin 斤. Ceci montre que la nature des choses peut tolérer les uns les autres ». ▪ [Li] Shizhen dit: « Durant la période des Han, les maîtres des techniques fangshi 方士 disaient que la drogue badou préparée par un processus de fusion, pouvait avoir le pouvoir d’améliorer l’apparence des gens [qui en prenait] et que ces gens devenaient immortels. Cette opinion fut adoptée par les bencao via les Notes additionnelles de médecins célèbres. Zhang Hua écrivit dans son Bowuzhi《博物志》"quand les rats mangent des badou, ils atteignent un poids de 30 jin". Tout ceci est absurde et faux. M. Tao y croyait et tenait ces histoires pour vraies. Mais il a tort. Quand de plus il dit qu’un homme mourra s’il en prend une dose, ce n’est pas vrai. J’ai maintenant corrigé ces erreurs. » |
| Prescriptions ("fufang" 附方) |
| [Parmi les prescriptions] 13 sont anciennes, 26 nouvelles. ▪ [Contre] toutes les concentrations et obstructions: badou 1 liang, hafen 2 liang, huangbo 3 liang 蛤粉二兩, 黃柏三兩 ; préparer des pilules d’eau de la taille [de grains de] haricots verts, prendre 5 pilules par dose. (Yixue qie wen《醫學切問》) ▪ [Contre] les concentrations de froid et les problèmes digestifs. En cas d’absence de digestion et de constipation [prendre] 1 sheng d’amande de badou, 5 sheng de vin [de céréales] clair, chauffer [les badou] 3 jours et 3 nuits, écraser, ajouter le vin et chauffer à feu doux. Préparer des pilules de la taille d’un pois, prendre une pilule par dose d’eau. En cas de nausée, 2 pilules (Qian jin fang 《千金方》). ▪ [Contre] la possession par le ku-eau (shuiku) 水蠱 et l’abdomen distendu: [Quand le patient] bouge et secoue [son corps], on peut entendre le son de l’eau. La peau est de couleur noire : prendre 90 [graines de] badou, enlever la pellicule, et les rôtir jusqu’à ce qu’elles deviennent jaunes. Prendre 60 amandes 杏仁, enlever la peau et les pointes. Les rôtir jusqu’au jaune. Écraser et faire des pilules de la taille d'un petits pois. Prendre une pilule avec de l’eau, continuez jusqu’au succès. Ne pas prendre de vin ! (Zhang Wenzhong Beijifang 張文仲《備急方》) . ▪ [Contre] les attaques par des démons cadavériques volants (feishigui 飛尸鬼). Si quelqu’un a été frappé par le malveillant, si son cœur est douloureux et son abdomen enflé, s’il est constipé, [il doit préparer] le Décoction du cheval au galop [ainsi] : prendre 2 badou, enlever le cœur et la pellicule, rôtir jusqu’au jaune. Les envelopper dans de la soie avec deux amandes, les écraser. Les mettre dans un he d’eau chaude. Boire le jus blanc. La prise [de cette drogue] est immédiatement suivie de la guérison. Pour ce médicament, tenir compte de l’âge du patient. (Zhou hou fang《肘後方》) . [...non traduit, autres prescriptions] |

### Commentaires sur la méthodologie de Li Shizhen
Conformément à la tradition littéraire des bencao, Li Shizhen cite une sélection d’un grand nombre d’œuvres anciennes, datant d’époques différentes et d’opinions diverses. Comme nous avons vu, chaque notice sur une substance médicinale est divisée en une suite de rubriques thématiques. Dans chaque rubrique, il cite les auteurs célèbres et puis termine en général en donnant son opinion personnelle (en se citant à la troisième personne Li Shizhen dit).

#### Compilation, accumulation non exclusive?
Dans la rubrique jijie du badou (croton), après une longue citation de Su Song, un savant polymathe, décrivant précisément l’arbuste donnant les fruits du Croton tiglium, Li Shizhen rajoute que ses graines ressemblent aux pignes du pin blanc de Corée. Quand il peut disposer du matériel végétal, Li Shizhen se révèle un bon observateur mais quand ce n’est pas le cas, il peut commettre de grosses erreurs. C’est par exemple le cas avec des amandiers (Prunus dulcis) analysés par Georges Métailié . Il distingue trois arbres : badanxing 巴丹杏, biantao 匾桃 et pianhetao 片核桃, sans s’apercevoir qu’il s’agit du même arbre. Il est probable qu’il n’a jamais eu l’occasion de voir un amandier.
Dans la rubrique « qualités » qiwei, il donne quatre sources différentes médicales qui ne sont pas complètement cohérentes. Il réconcilie tout le monde en expliquant que chacun n’a vu qu’un aspect des choses car la graine de badou suivant le mode de préparation peut avoir des qualités différentes.
Dans les « indications thérapeutiques principales » zhuzhi, Li Shizhen donne cinq sources différentes donnant des indications différentes. Li Shizhen se contente de donner ses propres indications, reposant peut-être sur sa propre expérience. Mais il ne fait aucune observations sur l’avis différent des autres médecins. Remarquons qu’il indique que le badou « guérit la diarrhée » ce qui peut surprendre sachant que la graine de Croton tiglium très toxique, est un puissant purgatif selon Flora of China. Mais la rubrique suivante permet de comprendre la raison de ce choix.
La rubrique « explications » faming, donne cinq opinions différentes d’auteurs anciens, dont celle de Zhang Congzheng pour qui le badou est une plante dangereuse qui ne doit pas être utilisé comme laxatif. À la suite de quoi, Li Shizhen intervient pour affirmer d’emblée que le badou « peut vaincre la pire des maladies...[qu’il] est merveilleux pour calmer et harmoniser le centre ». Et une fois n’est pas coutume, il justifie son jugement sur la base de l’observations faites sur une de ses patientes, une femme de plus de 60 ans qui souffrait de diarrhées depuis plus de cinq ans. Il arrêta en deux jours les diarrhées en lui faisant prendre 50 pilules de badou. Il confirma la valeur thérapeutiques du badou sur près de cent personnes qui furent guéries, dit-il.
Non seulement la drogue est efficace mais il en donne la raison. D’après son pouls, la patiente souffre d’une obstruction de la rate par le froid ; il faut donc une drogue chaude comme le badou pour élimer la cause de la diarrhée.
Li Shizhen pratiquait-il une médecine d’observation ? Il n’indique pas comment les pilules étaient fabriquées. Car crues ou traitées par la chaleur, la quantité de molécules toxiques peut être très variable. Dans la rubrique « qualités » qiwei, il nous surprend aussi en disant que deux laxatifs (la rhubarbe et le croton) peuvent se contrecarrer: deux toxiques pris ensemble seraient moins toxiques ?
Et enfin dans la dernière rubrique (fufang 附方), où il donne 39 prescriptions, sans en proposer une seule de lui-même. Pourquoi faisait-il tant confiance aux traités de thérapeutiques anciens ?  Était-il tiraillé entre le respect que tout savant confucéen se doit de manifester pour les textes canoniques et la recherche d’une cohérence intellectuelle ? Ou bien, acceptait il toute la diversité des opinions et laissait il le lecteur faire son choix ?

#### Analyse critique
Pourtant Li Shizhen était capable de rejeter catégoriquement l’éminent lettré, expert en materia medica et alchimie qu’était Tao Hongjing, quand celui-ci affirmait qu’on peut atteindre l’immortalité en prenant du badou traité par un procédé alchimique. « Tout ceci est absurde et faux » lance Li Shizhen ! À plusieurs reprises, il rejette aussi les prétentions de fangshi (les « maitres des techniques » magiques), à réaliser quelques prodiges invraisemblables, comme marcher sur l’eau des rivières et les lacs, ou aller sous l’eau, grâce à des pilules faites avec respectivement des crapauds (蟾蜍 chanchu) ou avec des araignées (蜘蛛 zhizhu). Dans cette dernière notice, il déclare « ces histoires fantastiques de fangshi ne sont pas crédibles ».
Toutefois cette attitude critique est assez exceptionnelle - à moins qu'elle soit le fait d'un de ses collaborateurs. Car dans la plupart des citations de Tao Hongjing, il rapporte les croyances des daojia (taoïstes) sur les minéraux, les plantes et les animaux, sans aucun commentaires négatifs. Ou bien, dans la notice sur le musc she 麝, il cite le Shennong bencao (le musc est « Utilisé pour écarter le qi maléfique et pour tuer les démons et les entités spectrales ») ou encore le Baopuzi 《抱朴子》(dans lequel Ge Hong, donne des recettes l’élixir d’immortalité et recommande le musc comme talisman pour écarter les serpents) et divers autres auteurs. Selon Paul Unschuld, le Baopu zi est cité 126 fois dans la Bencao gangmu. Li Shizhen ne commente pas ces textes et se contente de rajouter quelques indications thérapeutiques « dégager tous les orifices, ouvrir les méridiens, pénétrer les muscles et les os, dissoudre les [effets] toxiques du vin... ».
Dans un long article sur les chauves-souris fuyi 伏翼, Li Shizhen indique les utilisations médicinales de l’aile, du cerveau, du sang, du fiel, et des excréments de l’animal. Il cite le Xia Yu shenxian jing 夏禹神仙經 et le Baopuzi 抱朴子 des chercheurs d’immortalité sans les critiquer. Il prescrit l’aile de chauve-souris pour « Traiter une toux persistante et le qi ascendant [respiration rapide, halètement], le paludisme chronique, les scrofules, les plaies incisées et les fuites internes, les convulsions chez l’enfant ». La préparation habituelle de la viande consiste à « retirer les griffes et les intestins, laisser la viande et les ailes, faire tremper une nuit dans du bon vin [de céréales], extraire 5 taels de jus de Polygonatum sibiricum naturel, l'appliquer jusqu’au bout et  assécher en rôtissant avant utilisation ». Li Shizhen ne peut être tenu responsable, si plus de quatre siècles plus tard, aux risques de zoonoses, quelques personnes ont continué à consommer ce genre de viande yewei en Chine du Sud.
Li Shizhen ne s’est pas contenté de réallouer le savoir ancien dans de nouvelles catégories, puisqu'on le voit éliminer certaines informations venant de médecins célèbres et même en rejeter certaines avec un certain dédain (comme les élixirs d’immortalité). Mais ce n’est en rien systématique. Il semble très bien s’accommoder de la thérapie démonologique du Shennong (selon l’expression de Unschuld) et de la pensée magique en général. Les pratiques d’exorcisme de la médecine chamaniste ont pendant longtemps fait partie intégrante de la médecine chinoise. Érigée en spécialité et incluse dans l’enseignement officielle de l’Institut impérial de médecine (taiyi shu 太医署), sous les Sui (581-618), la thérapeutique rituelle est attestée dans les histoires officielles jusqu’en 1570 sous les Ming (1368-1644).
La croyance aux esprits a toutefois continué à profondément imprégner la pensée chinoise jusqu’à l’époque moderne et même les plus grands savants peuvent être influencés par le contexte culturel dans lequel ils évoluent. Les esprits font partie du monde naturel et savoir comment vivre avec eux et s’en protéger (quand c’est nécessaire) relève d’une bonne pratique médicale.
Il lui arrive aussi, trop rarement certainement, de donner des arguments empiriques pour soutenir une proposition de traitement thérapeutique.
Si on se replace à son époque, on comprend que l’analyse critique était plus facile dans les rubriques portant sur des descriptions botaniques de plante que dans les indications thérapeutiques. Dans le premier cas, quand l’auteur dispose de spécimens, qu’il peut observer à loisir au cours des saisons, il peut contredire plus facilement une observation ancienne que quand il s’agit d’évaluer la valeur thérapeutique d'une drogue. En Europe, il a fallu plus de deux millénaires, pour passer des ouvrages de descriptions de cas cliniques du corpus hippocratique et de Galien, aux méthodes des essais cliniques, randomisées et en double aveugle.

#### Argumentation théorique
Notice sur le ginkgo

Il est intéressant de voir comment Li Shizhen procède avec une nouvelle drogue, jamais citée dans les anciennes bencao. C’est le cas avec la notice sur le Ginkgo biloba (yinxing 銀杏), dont le fruit était bien connu sous la dynastie Song mais qui n’était pas utilisé en phytothérapie, nous dit-il. Contrairement à son habitude, il ne peut pas compiler des citations d’autres bencao ou de savants célèbres. Dans la rubrique, « explications, éclairage » (faming), il indique 
« son qi est mince, son goût fort, sa nature astringente, sa catégorie est le métal. Par conséquent (gu 故), il peut ouvrir les méridiens pulmonaires, revigorer le qi pulmonaire, stabiliser la toux et réduire les selles. ».
Cette inférence, ce « par conséquent » 故, permet de comprendre sa démarche. Comme le fait remarquer Hung (2015), l'efficacité de la drogue n'est pas donnée sur la base de son expérience de praticien mais pour des raisons théoriques. Le « Classique interne de l'empereur Jaune » (Huangdi neijing 黄帝内经), la source doctrinale fondamentale de la médecine chinoise, donne quelques grands principes comme celui de la correspondance entre les organes du corps et divers éléments de l’univers : « l’homme est en union avec la voie céleste ; à l’intérieur du corps, il y a cinq viscères en correspondance avec les cinq sons, les cinq couleurs, les cinq époques, les cinq saveurs, les cinq positions » (Huangdi neijing Lingshu chap. 11). Le tableau étendu des correspondances des Cinq Phases établit la correspondance Métal↔ blanc↔ froid ↔ poumons, etc. Les noix de ginkgo étant blanches et donc de phase « métal », sont ainsi en résonance avec les poumons. Elles sont donc vouées à agir sur les poumons.
Si des scientifiques actuels devaient imaginer une expérience testant l’hypothèse que « la drogue Ginkgo biloba ouvre les méridiens pulmonaires » (dixit Li Shizhen), ils pourraient au mieux proposer un essai clinique en double aveugle, contrôlé par placebo, pour déterminer si le Ginkgo biloba a des effets bénéfiques mesurables sur la fonction pulmonaire et les symptômes respiratoires. En revanche, les méridiens et le qi ne sont pas détectables avec les outils scientifiques modernes, il n’est donc pas possible d’aller plus loin en l’état actuel des connaissances.

#### Naturalisation des démons pathogènes
⁃ Historique
Le Bencao gangmu marque la rencontre de deux traditions de soins de santé nées entre le deuxième siècle avant l’ère commune et le deuxième siècle après l’ère commune : une tradition indiquant 365 points où enfoncer des aiguilles, et une tradition donnant 365 substances médicinales thérapeutiquement efficaces. La médecine de la première tradition s’appuie sur la mécanique naturelle des mouvements du qi dans le corps, sur le caractère yin ou yang du qi, sur les obstructions dans les organes et sur la correspondance systématique des Cinq phases indiquant par exemple quel qi pathogène (xieqi 邪气) externe (vent, froid, etc. ou démon) pénétrera quel viscère à quelle saison. Ces principes explicatifs de base des maladies se trouvent dans le texte classique du Huangdi neijing.
La seconde tradition - celle des bencao - basée sur un savoir empirique et des correspondances magiques n’avait pas eu recours aux explications naturalistes introduites à l'époque Song-Jin-Yuan. La convergence de ces deux doctrines médicales séparées s’est faite progressivement dans les premières pharmacologies des correspondances systématiques. Les plus abouties sont la (Yu zhi) Bencao pinhui jingyao 本草品汇精要, publiée en 1505, et la Bencao gangmu (1593).
Nous avons vu comment Li Shizhen y déploie aussi toute son érudition pour défendre l’utilisation de 1 895 substances médicinales. Si sa bencao a tant séduit de lecteurs, c’est parce que sa rubrique « explication » (faming) donnait pour beaucoup de drogues, les principes explicatifs de ses effets thérapeutiques et parce qu’il relatait aussi l’observation de cas cliniques précis de malades guéris  par ses soins ou par d’autres médecins. Toutefois, cette méthodologie montre ses limites pour certaines maladies difficiles à soigner qui nécessitent le recours à des démons extérieurs, nous dit-il.
La naturalisation des démons (ou esprits) gui 鬼 au cours de l’histoire de la médecine s’est opérée à deux niveaux:
- D’abord sur le plan ontologique, ce sont des êtres traités comme les facteurs pathogènes naturels que sont le vent, le froid, le chaud et l’humide (moisi). Plus tard, le médecin Xu Dachun (1693-1771) l’expliquera en ces termes: « les démons et esprits sont comparables à la malignité du vent, du froid, de la chaleur et de la moisissure. Quand notre qi protecteur [dans notre corps] est épuisé (en déplétion), on absorbe le froid. Quand le qi du camp est épuisé, on absorbe le chaud. Quand notre qi de l’esprit est épuisé, on absorbe les démons »[26].
- Ensuite au niveau des explications, le mode d’action des démons n’a rien de surnaturel, ils agissent comme les autres facteurs pathogènes naturels donné par le Huangdi neijing. Et s'ils agissent d’une manière tout à fait normale, comme peut le faire l’excès de vent ou de froid, alors le médecin pourra parfois recourir aux drogues pour les contrôler par des procédures de la médecine du Neijing. Contrairement à la médecine démonologique des communautés taoïstes de l’École des cinq boisseaux de riz qui prescrivait de boire des cendres de talismans brûlés mélangées à de l’eau (fushui 符水) et de confesser leur fautes aux divinités. Dans les arts shamaniques (wushu 巫术) des fangshi puis dans la tradition taoïste, l’usage des talismans et des incantations et exorcismes (zhoufa 咒法) étaient les moyens d’interaction ordinaires avec les démons et les divinités[7].

⁃ La Bencao gangmu
Pour illustrer ce pouvoir explicatif très large de la doctrine médicale, nous prendrons dans la Bencao gangmu quelques matières médicales si baroques qu’elles semblent sortir du domaine des traitements rationnels. Il s’agit de celles de la section Vêtements et ustensiles (fuqi 服器), chap. 38 : entrejambe de slip, vêtements utilisés durant les règles, tissu pour bander les pieds, nœud coulant d’un pendu, appui-tête et natte funéraires, talisman en bois de pêcher, manche d’un marteau en fer, pot de chambre, etc. Parmi les 79 drogues répertoriées dans cette section, Li Shizhen donne 35 nouvelles drogues jamais citées dans les bencao antérieures. Il présente toutefois 50 citations de Chen Cangqi 陳藏器, un médecin de l’époque Tang.
Le choix même des substances indique que le praticien s’écarte de la médecine naturaliste. Elles n’ont pas été choisies pour les propriétés thérapeutiques liées leur nature matérielle mais pour un rôle symbolique qu’elles ont joué dans leur histoire personnelle. Par exemple, l’absorption des cendres d’un nœud coulant ayant servi à pendre un condamné à mort, se justifie par le récit d’un fils d’une bonne famille de Qishui, qui un soir en sortant d’un bordel, heurta un cadavre de condamné à mort et fut si effrayé qu’il en perdit la tête. En faisant absorber les cendres d’un nœud coulant au patient, le praticien entend agir sur l’origine de la chaîne causale ayant mené à la folie du patient. Il est difficile de comprendre comment Li Shizhen peut généraliser ce traitement aux autres cas de folie. Comme il ne donne pas d’explication naturaliste, on peut voir cette thérapie comme un acte symbolique relevant de la magie.
Voyons précisément un exemple avec des explications sur les mécanismes d'action:
| 死人枕席 si ren zhen xi « appui-tête et natte funéraires » |
| Contrôle. Maladie-attachement de cadavre, ver rond de pierre. Aussi pour guérir les yeux verruqueux, les frotter avec un appui-tête et une natte [de mort] 2 fois 7 fois, jusqu’à ce qu’ils soient suppurants. [Chen] Cangqi: pour guérir une transpiration spontanée, une sueur-voleuse, réduire en cendre le bord d’une natte pour cadavre, la faire bouillir, et utiliser le liquide résultant pour tremper le corps [du patient]. C’est un traitement. Li Shizhen « Sheng hui fang » Explication. [Chen] Cangqi. Une vieille femme souffrait d’une stagnation froide depuis des années sans traitement. Par hasard, [le médecin] Xu Sibo des Song l’examina et dit « c’est une maladie-attachement du [qi du] cadavre. Elle doit prendre [le liquide obtenu en] faisant bouillir un appui-tête funéraire. Ça la guérira. » De là quelqu’un alla à une ancienne tombe et prit l’appui-tête. L’appui-tête était déjà pourri d’un côté. La vieille femme ingéra le liquide et fut guérie. Zhang Jingsheng avait 15 ans. Il souffrait de ballonnements abdominaux et son visage était devenu jaune. Toutes sortes de médicaments ne purent le guérir. Par hasard, il se tourna vers Xu Sibo. Xu Sibo dit « c’est un ver rond de pierre. C’est très difficile à guérir. Vous devez obtenir un appui-tête funéraire, le faire bouillir et l’ingérer. » [Après ce traitement] 5 à 6 sheng de gros vers ronds apparurent, avec une tête aussi dure que la pierre, et la maladie fut guérie. Shen Sibo souffrait de douleurs dans les yeux. [...] Wang Yan demanda « Ces trois maladies sont toutes différentes. Comment se fait-il qu’elles sont toutes guéries par un appui-tête funéraire ? La réponse est : « la maladie-attachement du [qi du] cadavre est provoquée par le qi d’un démon. Tant qu’il reste caché dans le corps et ne s’est pas levé, il provoque une stagnation [du froid] profondément enfouie. Quand une thérapie est entreprise avec un appui-tête funéraire, le qi de l’âme-hun s’enfuit (魂氣飛越), il ne s’attache plus au corps [du patient] et c’est la raison pour laquelle la maladie est guérie. Dans le cas des vers ronds [...] |

Li Shizhen propose d’utiliser des décoctions d’appui-tête funéraire pour traiter trois maladies différentes. Pour cela, comme tout bon guérisseur, il sait qu’en donnant des récits illustrant une guérison singulière, il pourra renforcer la confiance du patient dans le remède. Il illustre donc chaque traitement par un petit récit d’une guérison remarquable.
Pour répondre aux interrogations de Wang Yan, il propose ensuite une « explication » par un mécanisme de transfert de qi: dans le premier cas, la maladie étant causée par le qi d’un démon pathogène installé dans l’âme-hun de la patiente, il recourt à un appui-tête d’un mort, imprégné du qi de l’âme-hun du défunt à même de chasser le démon. Dans le deuxième cas des vers ronds, les médicaments usuels échouent parce que seul le recours à un autre démon peut les déloger. C’est le rôle du démon de l’appui-tête funéraire. Le troisième cas est aussi un cas où les traitements classiques ayant échoué, il faut recourir au qi des appui-têtes funéraires. Dans ces cas, l'acte thérapeutique ne semble pas se réduire à un acte symbolique (relevant de la magie au sens propre) mais d’un acte avec une justification médicinale.
Ces explications se comprennent dans la mesure où le qi serait complètement naturalisé et donc observable – ce que la biologie moderne n’a jamais pu faire cependant.
Li Shizhen semble adhérer à l’efficacité des techniques thérapeutiques magiques mais dans de multiples exemples, il s’efforce de les ramener à des traitements médicaux normaux relevant de la médecine classique.
⁃ En médecine chinoise, absence d’opposition naturel/surnaturel
En Europe, depuis les médecins hippocratiques et les philosophes rationalistes du siècle de Périclès, l’opposition naturel/surnaturel va de soi. Dans la Maladie sacrée 425-420 av. J.-C. (désignant une maladie de l'encéphale, l’épilepsie, la folie, où le malade lors de crises soudaines s’écroule en se contractant), le médecin hippocratique oppose la médecine rationnelle à une médecine religieuse et magique. « Voici ce qu'il en est de la maladie dite sacrée : elle ne me paraît avoir rien de plus divin ni de plus sacré que les autres, mais la nature et la source en sont les mêmes que pour les autres maladies » (première phrase de la Maladie sacrée). À la Renaissance quand les premières démarches modernes des sciences de la nature sont mises en place : Della Porta (1535-1615) essaie dans Magia naturalis de « naturaliser la magie », mais il perçoit le danger d’opérer sous le regard de l’Inquisition qui refusait que quiconque ne s’occupe de contrôler les forces surnaturelles, seul privilège de l’Église. Le risque d’être accusé de faire un pacte avec le diable était énorme. C’est ainsi que grâce à l’intolérance de la religion monothéiste européenne, les phénomènes surnaturels furent laissés entre les mains de l'Église.
En Chine au contraire, il n’y a pas d’opposition entre le corps et l’âme, ni entre le naturel et le surnaturel, au moins dans le domaine médical. Longtemps l’enseignement de l’exorcisme a fait partie de l’enseignement médical impérial. Il disparut de l’enseignement officiel à la Cour vers 1570 mais cette spécialité demeura « parmi le peuple ». Et même sans exorcisme, ni talisman, les esprits et les démons (plus ou moins naturalisés) ont continué à imprégner la médecine chinoise jusqu'à l'époque moderne. Le processus de naturalisation des démons a contribué à penser de la même manière les phénomènes naturels (comme les facteurs pathogènes du vent, du froid) et surnaturels (facteur pathogènes venant des démons), si bien que les médecins qui critiquent les thérapeutiques magiques s’en prennent seulement aux wu 巫 « chamans » accusés d’ignorance et à passer sous silence les concepts d’esprit et de démon utilisés en médecine. Ainsi Xu Chunfu 徐春甫 (sous les Ming), un des secrétaires médicaux de l’Institut impérial de médecine déclare « ceux qui sont doués pour le tambour et la danse, et chassent les maladies avec la prière sont appelés wuyi 巫医 (médecin-chaman), ce sont des chamans, hommes ou femmes. Ils séduisent les gens avec des mensonges et des tromperies et ne connaissent pas les principes médicaux et pharmacologiques ».
Le penseur néo-confucéen Zhang Zai 张载 (1020-1077), en développant les idées de Wang Chong sur le qi, naturalisa aussi les entités surnaturelles comme les gui 鬼 et les shen 神 comme un mouvement Yin et Yang

#### Progrès des connaissances
Si l’on compare la notice du badou du Shennong bencao à celle de la Bencao gangmu, on perçoit les progrès considérables accomplis. La notice du premier, très courte, comporte une liste d’indications « maladies causées par le froid ; les fièvres paludéennes ; des accès de froid et chaud, ... » se terminant par quelques indications de thérapie démonologique pour tuer divers démons pathogènes. Seize siècles plus tard, Li Shizhen est en mesure de présenter une description botanique solide de Su Song, des considérations étymologiques pertinentes, des précisions sur la préparation de la drogue, une discussion sur les bases empiriques des qualités « Piquante [xin 辛] » et « chaude [wen 溫] », des explications sur l’efficacité de la drogue invoquant l’expérience clinique du médecin, et le rejet catégorique de la recherche de l’immortalité par la prise de drogues.
Le progrès est encore plus impressionnant si on le compare à ce qui s’est passé en Europe, entre Dioscoride (25-90) et Pierandrea Mattioli (1501-1577) où celui-ci publie une des dernières traductions de Dioscoride en latin avec commentaires. Après le long sommeil du Moyen Âge, la Renaissance manifeste cependant les prémisses de la révolution scientifique des siècles suivants qui allait grandement rattraper le temps perdu.
Conclusion
Finalement Li Shizhen s’appuie sur le savoir des Anciens, mais sans reprendre toute la tradition à la lettre. Il sait faire preuve d’esprit critique à l’occasion, corrige les Anciens quand ses observations les contredisent, ou bien essaie de les concilier quand elles diffèrent les unes des autres. Au besoin, il fait appel à sa propre expérience de praticien médical, donnant l’exemple de patients guéris par sa prescription. Enfin quand, il ne peut s’appuyer sur les anciens textes, il fait appel à la doctrine yin-yang et à la théorie des correspondances systématiques, pour justifier un traitement. Mais malgré toutes ces qualités, c’est un homme de son temps influencé par les croyances dominantes. Par le hasard de sa naissance dans un milieu particulier, il s'est trouvé placé dans la dynamique de l’histoire des pharmacopées qui n’a pas abouti en Chine à la remise en cause du savoir traditionnel préscientifique.
Toutes les innovations de Li Shizhen mènent l’étude des bencao vers le mieux de ce que pouvaient produire les méthodes d’analyse de la pharmacopée et de la médecine traditionnelle chinoise. Mais elles n'avaient rien des prémisses d'une grande révolution scientifique. Contrairement à Europe, où à partir du XVIe siècle les travaux d’analyse chimique des substances médicinales par les apothicaires, puis les efforts des scientifiques pour comprendre la physiologie humaine, les processus de la maladie et le mode d'action des remèdes, allaient peu à peu faire disparaître l'usage traditionnel des plantes médicinales ou du moins les reléguer au statut de médecine douce familiale. Le développement de la chimie permit de passer de la matière médicale au principe actif, de la digitale à la digitaline, puis des herbes médicinales aux médicaments modernes (cf. Pharmacognosie).